# Kevernevel
De  Kevernevel (NGC 6302) is een planetaire nevel in het sterrenbeeld Schorpioen. De nevel, die ongeveer 10.000 jaar oud is, ligt 4000 lichtjaar van de Aarde verwijderd en werd in 1880 ontdekt door de Amerikaanse astronoom Edward Emerson Barnard.
De witte dwerg in het centrum van de nevel werd pas in 2009 voor het eerst goed waargenomen en heeft een oppervlaktetemperatuur van circa 250.000 °C. De massa ervan bedraagt ongeveer 0,64 zonnemassa's.

## Synoniemen
- PK 349+1.1
- ESO 392-PN5